# آماده مردن نیستم
«آماده مردن نیستم» (انگلیسی: Not Ready to Die) ترانه‌ای گروه موسیقی هوی متال آمریکایی اونجد سون‌فولد است. این ترانه برای بازی ویدئویی ندای وظیفه: بلک اپس (۲۰۱۰) خلق شده‌است و به‌عنوان یک تخم‌مرغ عید پاک در بخش زامبی بازی‌ها ظاهر شد.

## فهرست قطعه
1. «آماده مردن نیستم» – ۷:۰۵

## موقعیت در جدول‌ها
| جدول (۲۰۱۱)                    | اوج موقعیت |
| ------------------------------ | ---------- |
| کانادا (۱۰۰ تک‌آهنگ داغ کانادا) | ۷۳         |
| راک و متال بریتانیا (اوسی‌سی)   | ۱          |
| بیلبورد هات ۱۰۰ ایالات متحده   | ۷۰         |

## پرسنل
اونجد سون‌فولد
- ام. شدوز — آواز اصلی
- اونجد سون‌فولد — گیتار ریتم، آوازهای باند
- سینیستر گیتس — لید گیتار، پس زمینه آوازهای باند
- اونجد سون‌فولد — بیس گیتار، آوازهای باند
- اونجد سون‌فولد — دارمز